# Карфиол
Карфиолът, наричан също и Цветно зеле (Brassica oleracea var. botrytis), е едногодишно тревисто растение от род Зеле (Brassica) на семейство Кръстоцветни (Brassicaceae). За родина на карфиола се смята източното Средиземноморие. Най-много се отглежда в Европа и Америка. Образува глава от къси, силно надебелени, сбити помежду си бели, крехки, цветоносни стъбла (разклонения). Богат е на витамините С, В1 и В2. Съдържа 6 – 8% сухо вещество, 2 – 4% захари и белтъци. Използва се за приготвяне на ястия с висока хранителна стойност. В сурово състояние може да се прибавя към салати. Консервира се като туршия самостоятелно или с други зеленчуци.
В България най-разпрострненият сорт е германският Ерфуртско джудже. В Добруджа се нарича конопида, а във Варна е известен като карнабит.